# Herrarnas K-1 500 meter i kanotsport vid olympiska sommarspelen 2000
Herrarnas K-1 500 meter vid olympiska sommarspelen 2000 hölls på Sydney International Regatta Centre i Sydney. 

## Medaljörer
| Gren           | Guld               | Silver                 | Brons                   |
| K-1, 500 meter | Knut Holmann Norge | Petar Merkov Bulgarien | Michael Kolganov Israel |

## Resultat

### Heat
| Heat 1 av 4 Datum: Onsdagen den 27 september 2000 | Heat 1 av 4 Datum: Onsdagen den 27 september 2000 | Heat 1 av 4 Datum: Onsdagen den 27 september 2000 | Heat 1 av 4 Datum: Onsdagen den 27 september 2000 | Heat 1 av 4 Datum: Onsdagen den 27 september 2000 | Heat 1 av 4 Datum: Onsdagen den 27 september 2000 |
| Placering                                         | Totalt                                            | Kanotist                                          | Nation                                            | Tid                                               | Kval                                              |
| ------------------------------------------------- | ------------------------------------------------- | ------------------------------------------------- | ------------------------------------------------- | ------------------------------------------------- | ------------------------------------------------- |
| 1                                                 | 10                                                | Ákos Vereckei                                     | Ungern                                            | 1:42.089                                          | QS                                                |
| 2                                                 | 16                                                | Ian Wynne                                         | Storbritannien                                    | 1:42.779                                          | QS                                                |
| 3                                                 | 18                                                | Ognjen Filipović                                  | Jugoslavien                                       | 1:43.097                                          | QS                                                |
| 4                                                 | 19                                                | Róbert Erban                                      | Slovakien                                         | 1:43.109                                          | QS                                                |
| 5                                                 | 20                                                | Antonio Scaduto                                   | Italien                                           | 1:43.289                                          | QS                                                |
| 6                                                 | 21                                                | Anders Svensson                                   | Sverige                                           | 1:43.349                                          | QS                                                |
| 7                                                 | 22                                                | Alvydas Duonėla                                   | Litauen                                           | 1:43.877                                          | QS                                                |
| 8                                                 | 31                                                | Roger Caumo                                       | Brasilien                                         | 1:49.955                                          |                                                   |

| Heat 2 av 4 Datum: Onsdagen den 27 september 2000 | Heat 2 av 4 Datum: Onsdagen den 27 september 2000 | Heat 2 av 4 Datum: Onsdagen den 27 september 2000 | Heat 2 av 4 Datum: Onsdagen den 27 september 2000 | Heat 2 av 4 Datum: Onsdagen den 27 september 2000 | Heat 2 av 4 Datum: Onsdagen den 27 september 2000 |
| Placering                                         | Totalt                                            | Kanotist                                          | Nation                                            | Tid                                               | Kval                                              |
| ------------------------------------------------- | ------------------------------------------------- | ------------------------------------------------- | ------------------------------------------------- | ------------------------------------------------- | ------------------------------------------------- |
| 1                                                 | 2                                                 | Petar Merkov                                      | Bulgarien                                         | 1:40.227                                          | QS                                                |
| 2                                                 | 3                                                 | Michael Kolganov                                  | Israel                                            | 1:40.275                                          | QS                                                |
| 3                                                 | 4                                                 | Jovino González                                   | Spanien                                           | 1:40.761                                          | QS                                                |
| 4                                                 | 6                                                 | Lutz Liwowski                                     | Tyskland                                          | 1:41.091                                          | QS                                                |
| 5                                                 | 8                                                 | Alan van Coller                                   | Sydafrika                                         | 1:41.805                                          | QS                                                |
| 6                                                 | 24                                                | Pavel Hottmar                                     | Tjeckien                                          | 1:44.391                                          | QS                                                |
| 7                                                 | 28                                                | Sergey Sergin                                     | Kazakstan                                         | 1:47.253                                          |                                                   |

| Heat 3 av 4 Datum: Onsdagen den 27 september 2000 | Heat 3 av 4 Datum: Onsdagen den 27 september 2000 | Heat 3 av 4 Datum: Onsdagen den 27 september 2000 | Heat 3 av 4 Datum: Onsdagen den 27 september 2000 | Heat 3 av 4 Datum: Onsdagen den 27 september 2000 | Heat 3 av 4 Datum: Onsdagen den 27 september 2000 |
| Placering                                         | Totalt                                            | Kanotist                                          | Nation                                            | Tid                                               | Kval                                              |
| ------------------------------------------------- | ------------------------------------------------- | ------------------------------------------------- | ------------------------------------------------- | ------------------------------------------------- | ------------------------------------------------- |
| 1                                                 | 1                                                 | Grzegorz Kotowicz                                 | Polen                                             | 1:40.204                                          | QS                                                |
| 2                                                 | 5                                                 | Knut Holmann                                      | Norge                                             | 1:40.990                                          | QS                                                |
| 3                                                 | 9                                                 | Nathan Baggaley                                   | Australien                                        | 1:41.854                                          | QS                                                |
| 4                                                 | 11                                                | Vladimir Grushikhin                               | Armenien                                          | 1:42.430                                          | QS                                                |
| 5                                                 | 13                                                | Mihai Apostol                                     | Kanada                                            | 1:42.562                                          | QS                                                |
| 6                                                 | 14                                                | Anton Ryakhov                                     | Uzbekistan                                        | 1:42.694                                          | QS                                                |
| 7                                                 | 17                                                | Hain Helde                                        | Estland                                           | 1:42.772                                          | QS                                                |
| 8                                                 | 29                                                | Nader Eivazi                                      | Iran                                              | 1:49.306                                          |                                                   |

| Heat 4 av 4 Datum: Onsdagen den 27 september 2000 | Heat 4 av 4 Datum: Onsdagen den 27 september 2000 | Heat 4 av 4 Datum: Onsdagen den 27 september 2000 | Heat 4 av 4 Datum: Onsdagen den 27 september 2000 | Heat 4 av 4 Datum: Onsdagen den 27 september 2000 | Heat 4 av 4 Datum: Onsdagen den 27 september 2000 |
| Placering                                         | Totalt                                            | Kanotist                                          | Nation                                            | Tid                                               | Kval                                              |
| ------------------------------------------------- | ------------------------------------------------- | ------------------------------------------------- | ------------------------------------------------- | ------------------------------------------------- | ------------------------------------------------- |
| 1                                                 | 7                                                 | Javier Correa                                     | Argentina                                         | 1:41.557                                          | QS                                                |
| 2                                                 | 12                                                | Kimmo Latvamäki                                   | Finland                                           | 1:42.535                                          | QS                                                |
| 3                                                 | 15                                                | Geza Magyar                                       | Rumänien                                          | 1:42.733                                          | QS                                                |
| 4                                                 | 23                                                | Stein Jorgensen                                   | USA                                               | 1:44.185                                          | QS                                                |
| 5                                                 | 25                                                | Anatoli Tishchenko                                | Ryssland                                          | 1:44.707                                          | QS                                                |
| 6                                                 | 26                                                | Nam Sung-Ho                                       | Sydkorea                                          | 1:45.163                                          | QS                                                |
| 7                                                 | 27                                                | Adrian Bachmann                                   | Schweiz                                           | 1:45.187                                          | QS                                                |
| 8                                                 | 30                                                | Gary Mawer                                        | Irland                                            | 1:49.705                                          |                                                   |

Totala resultat heat
| Heat Totala resultat | Heat Totala resultat | Heat Totala resultat | Heat Totala resultat | Heat Totala resultat | Heat Totala resultat | Heat Totala resultat |
| Placering            | Kanotist             | Nation               | Heat                 | Placering            | Tid                  | Kval                 |
| -------------------- | -------------------- | -------------------- | -------------------- | -------------------- | -------------------- | -------------------- |
| 1                    | Grzegorz Kotowicz    | Polen                | 3                    | 1                    | 1:40.204             | QS                   |
| 2                    | Petar Merkov         | Bulgarien            | 2                    | 1                    | 1:40.227             | QS                   |
| 3                    | Michael Kolganov     | Israel               | 2                    | 2                    | 1:40.275             | QS                   |
| 4                    | Jovino González      | Spanien              | 2                    | 3                    | 1:40.761             | QS                   |
| 5                    | Knut Holmann         | Norge                | 3                    | 2                    | 1:40.990             | QS                   |
| 6                    | Lutz Liwowski        | Tyskland             | 2                    | 4                    | 1:41.091             | QS                   |
| 7                    | Javier Correa        | Argentina            | 4                    | 1                    | 1:41.557             | QS                   |
| 8                    | Alan van Coller      | Sydafrika            | 2                    | 5                    | 1:41.805             | QS                   |
| 9                    | Nathan Baggaley      | Australien           | 3                    | 3                    | 1:41.854             | QS                   |
| 10                   | Ákos Vereckei        | Ungern               | 1                    | 1                    | 1:42.089             | QS                   |
| 11                   | Vladimir Grushikhin  | Armenien             | 3                    | 4                    | 1:42.430             | QS                   |
| 12                   | Kimmo Latvamäki      | Finland              | 4                    | 2                    | 1:42.535             | QS                   |
| 13                   | Mihai Apostol        | Kanada               | 3                    | 5                    | 1:42.562             | QS                   |
| 14                   | Anton Ryakhov        | Uzbekistan           | 3                    | 6                    | 1:42.694             | QS                   |
| 15                   | Geza Magyar          | Rumänien             | 4                    | 3                    | 1:42.733             | QS                   |
| 16                   | Ian Wynne            | Storbritannien       | 1                    | 2                    | 1:42.779             | QS                   |
| 17                   | Hain Helde           | Estland              | 3                    | 7                    | 1:42.772             | QS                   |
| 18                   | Ognjen Filipović     | Jugoslavien          | 1                    | 3                    | 1:43.097             | QS                   |
| 19                   | Róbert Erban         | Slovakien            | 1                    | 4                    | 1:43.109             | QS                   |
| 20                   | Antonio Scaduto      | Italien              | 1                    | 5                    | 1:43.289             | QS                   |
| 21                   | Anders Svensson      | Sverige              | 1                    | 6                    | 1:43.349             | QS                   |
| 22                   | Alvydas Duonėla      | Litauen              | 1                    | 7                    | 1:43.877             | QS                   |
| 23                   | Stein Jorgensen      | USA                  | 4                    | 4                    | 1:44.185             | QS                   |
| 24                   | Pavel Hottmar        | Tjeckien             | 2                    | 6                    | 1:44.391             | QS                   |
| 25                   | Anatoli Tishchenko   | Ryssland             | 4                    | 5                    | 1:44.707             | QS                   |
| 26                   | Nam Sung-Ho          | Sydkorea             | 4                    | 6                    | 1:45.163             | QS                   |
| 27                   | Adrian Bachmann      | Schweiz              | 4                    | 7                    | 1:45.187             | QS                   |
| 28                   | Sergey Sergin        | Kazakstan            | 2                    | 7                    | 1:47.253             |                      |
| 29                   | Nader Eivazi         | Iran                 | 3                    | 8                    | 1:49.306             |                      |
| 30                   | Gary Mawer           | Irland               | 4                    | 8                    | 1:49.705             |                      |
| 31                   | Roger Caumo          | Brasilien            | 1                    | 8                    | 1:49.955             |                      |

### Semifinaler
| Heat 1 av 3 Datum: Fredagen den 29 september 2000 | Heat 1 av 3 Datum: Fredagen den 29 september 2000 | Heat 1 av 3 Datum: Fredagen den 29 september 2000 | Heat 1 av 3 Datum: Fredagen den 29 september 2000 | Heat 1 av 3 Datum: Fredagen den 29 september 2000 | Heat 1 av 3 Datum: Fredagen den 29 september 2000 |
| Placering                                         | Totalt                                            | Kanotist                                          | Nation                                            | Tid                                               | Kval                                              |
| ------------------------------------------------- | ------------------------------------------------- | ------------------------------------------------- | ------------------------------------------------- | ------------------------------------------------- | ------------------------------------------------- |
| 1                                                 | 1                                                 | Ákos Vereckei                                     | Ungern                                            | 1:39.574                                          | QF                                                |
| 2                                                 | 2                                                 | Knut Holmann                                      | Norge                                             | 1:39.964                                          | QF                                                |
| 3                                                 | 5                                                 | Michael Kolganov                                  | Israel                                            | 1:40.426                                          | QF                                                |
| 4                                                 | 11                                                | Geza Magyar                                       | Rumänien                                          | 1:41.482                                          |                                                   |
| 5                                                 | 14                                                | Pavel Hottmar                                     | Tjeckien                                          | 1:41.920                                          |                                                   |
| 6                                                 | 20                                                | Antonio Scaduto                                   | Italien                                           | 1:43.432                                          |                                                   |
| 7                                                 | 22                                                | Mihai Apostol                                     | Kanada                                            | 1:43.444                                          |                                                   |
| 8                                                 | 23                                                | Stein Jorgensen                                   | USA                                               | 1:44.182                                          |                                                   |
| 9                                                 | 25                                                | Hain Helde                                        | Estland                                           | 1:45.916                                          |                                                   |

| Heat 2 av 3 Datum: Fredagen den 29 september 2000 | Heat 2 av 3 Datum: Fredagen den 29 september 2000 | Heat 2 av 3 Datum: Fredagen den 29 september 2000 | Heat 2 av 3 Datum: Fredagen den 29 september 2000 | Heat 2 av 3 Datum: Fredagen den 29 september 2000 | Heat 2 av 3 Datum: Fredagen den 29 september 2000 |
| Placering                                         | Totalt                                            | Kanotist                                          | Nation                                            | Tid                                               | Kval                                              |
| ------------------------------------------------- | ------------------------------------------------- | ------------------------------------------------- | ------------------------------------------------- | ------------------------------------------------- | ------------------------------------------------- |
| 1                                                 | 3                                                 | Petar Merkov                                      | Bulgarien                                         | 1:40.008                                          | QF                                                |
| 2                                                 | 4                                                 | Alvydas Duonėla                                   | Litauen                                           | 1:40.368                                          | QF                                                |
| 3                                                 | 7                                                 | Alan van Coller                                   | Sydafrika                                         | 1:40.656                                          | QF                                                |
| 4                                                 | 8                                                 | Nathan Baggaley                                   | Australien                                        | 1:40.884                                          |                                                   |
| 5                                                 | 13                                                | Kimmo Latvamäki                                   | Finland                                           | 1:41.640                                          |                                                   |
| 6                                                 | 15                                                | Róbert Erban                                      | Slovakien                                         | 1:42.300                                          |                                                   |
| 7                                                 | 21                                                | Ognjen Filipović                                  | Jugoslavien                                       | 1:43.434                                          |                                                   |
| 8                                                 | 26                                                | Nam Sung-Ho                                       | Sydkorea                                          | 1:46.008                                          |                                                   |
|                                                   |                                                   | Vladimir Grushikhin                               | Armenien                                          | DISQ                                              |                                                   |

| Heat 3 av 3 Datum: Fredagen den 29 september 2000 | Heat 3 av 3 Datum: Fredagen den 29 september 2000 | Heat 3 av 3 Datum: Fredagen den 29 september 2000 | Heat 3 av 3 Datum: Fredagen den 29 september 2000 | Heat 3 av 3 Datum: Fredagen den 29 september 2000 | Heat 3 av 3 Datum: Fredagen den 29 september 2000 |
| Placering                                         | Totalt                                            | Kanotist                                          | Nation                                            | Tid                                               | Kval                                              |
| ------------------------------------------------- | ------------------------------------------------- | ------------------------------------------------- | ------------------------------------------------- | ------------------------------------------------- | ------------------------------------------------- |
| 1                                                 | 6                                                 | Lutz Liwowski                                     | Tyskland                                          | 1:40.586                                          | QF                                                |
| 2                                                 | 9                                                 | Jovino González                                   | Spanien                                           | 1:41.168                                          | QF                                                |
| 3                                                 | 10                                                | Grzegorz Kotowicz                                 | Polen                                             | 1:41.198                                          | QF                                                |
| 4                                                 | 12                                                | Ian Wynne                                         | Storbritannien                                    | 1:41.485                                          |                                                   |
| 5                                                 | 16                                                | Anatoli Tishchenko                                | Ryssland                                          | 1:42.548                                          |                                                   |
| 6                                                 | 17                                                | Javier Correa                                     | Argentina                                         | 1:42.784                                          |                                                   |
| 7                                                 | 18                                                | Anders Svensson                                   | Sverige                                           | 1:43.070                                          |                                                   |
| 8                                                 | 19                                                | Anton Ryakhov                                     | Uzbekistan                                        | 1:43.292                                          |                                                   |
| 9                                                 | 24                                                | Adrian Bachmann                                   | Schweiz                                           | 1:45.866                                          |                                                   |

Totala resultat semifinaler
| Semifinaler Totala resultat | Semifinaler Totala resultat | Semifinaler Totala resultat | Semifinaler Totala resultat | Semifinaler Totala resultat | Semifinaler Totala resultat | Semifinaler Totala resultat |
| Placering                   | Kanotist                    | Nation                      | Heat                        | Placering                   | Tid                         | Kval                        |
| --------------------------- | --------------------------- | --------------------------- | --------------------------- | --------------------------- | --------------------------- | --------------------------- |
| 1                           | Ákos Vereckei               | Ungern                      | 1                           | 1                           | 1:39.574                    | QF                          |
| 2                           | Knut Holmann                | Norge                       | 1                           | 2                           | 1:39.964                    | QF                          |
| 3                           | Petar Merkov                | Bulgarien                   | 2                           | 1                           | 1:40.008                    | QF                          |
| 4                           | Alvydas Duonėla             | Litauen                     | 2                           | 2                           | 1:40.368                    | QF                          |
| 5                           | Michael Kolganov            | Israel                      | 1                           | 3                           | 1:40.426                    | QF                          |
| 6                           | Lutz Liwowski               | Tyskland                    | 3                           | 1                           | 1:40.586                    | QF                          |
| 7                           | Alan van Coller             | Sydafrika                   | 2                           | 3                           | 1:40.656                    | QF                          |
| 8                           | Nathan Baggaley             | Australien                  | 2                           | 4                           | 1:40.884                    |                             |
| 9                           | Jovino González             | Spanien                     | 3                           | 2                           | 1:41.168                    | QF                          |
| 10                          | Grzegorz Kotowicz           | Polen                       | 3                           | 3                           | 1:41.198                    | QF                          |
| 11                          | Geza Magyar                 | Rumänien                    | 1                           | 4                           | 1:41.482                    |                             |
| 12                          | Ian Wynne                   | Storbritannien              | 3                           | 4                           | 1:41.485                    |                             |
| 13                          | Kimmo Latvamäki             | Finland                     | 2                           | 5                           | 1:41.640                    |                             |
| 14                          | Pavel Hottmar               | Tjeckien                    | 1                           | 5                           | 1:41.920                    |                             |
| 15                          | Róbert Erban                | Slovakien                   | 2                           | 6                           | 1:42.300                    |                             |
| 16                          | Anatoli Tishchenko          | Ryssland                    | 3                           | 5                           | 1:42.548                    |                             |
| 17                          | Javier Correa               | Argentina                   | 3                           | 6                           | 1:42.784                    |                             |
| 18                          | Anders Svensson             | Sverige                     | 3                           | 7                           | 1:43.070                    |                             |
| 19                          | Anton Ryakhov               | Uzbekistan                  | 3                           | 8                           | 1:43.292                    |                             |
| 20                          | Antonio Scaduto             | Italien                     | 1                           | 6                           | 1:43.432                    |                             |
| 21                          | Ognjen Filipović            | Jugoslavien                 | 2                           | 7                           | 1:43.434                    |                             |
| 22                          | Mihai Apostol               | Kanada                      | 1                           | 7                           | 1:43.444                    |                             |
| 23                          | Stein Jorgensen             | USA                         | 1                           | 8                           | 1:44.182                    |                             |
| 24                          | Adrian Bachmann             | Schweiz                     | 3                           | 9                           | 1:45.866                    |                             |
| 25                          | Hain Helde                  | Estland                     | 1                           | 9                           | 1:45.916                    |                             |
| 26                          | Nam Sung-Ho                 | Sydkorea                    | 2                           | 8                           | 1:46.008                    |                             |
|                             | Vladimir Grushikhin         | Armenien                    | 2                           |                             | DISQ                        |                             |

### Final
| Final Datum: Söndagen den 1 oktober 2000 | Final Datum: Söndagen den 1 oktober 2000 | Final Datum: Söndagen den 1 oktober 2000 | Final Datum: Söndagen den 1 oktober 2000 |
| Placering                                | Kanotist                                 | Nation                                   | Tid                                      |
| ---------------------------------------- | ---------------------------------------- | ---------------------------------------- | ---------------------------------------- |
| 1                                        | Knut Holmann                             | Norge                                    | 1:57.847                                 |
| 2                                        | Petar Merkov                             | Bulgarien                                | 1:58.393                                 |
| 3                                        | Michael Kolganov                         | Israel                                   | 1:59.563                                 |
| 4                                        | Ákos Vereckei                            | Ungern                                   | 2:00.145                                 |
| 5                                        | Lutz Liwowski                            | Tyskland                                 | 2:00.259                                 |
| 6                                        | Jovino González                          | Spanien                                  | 2:03.889                                 |
| 7                                        | Alvydas Duonėla                          | Litauen                                  | 2:04.591                                 |
| 8                                        | Alan van Coller                          | Sydafrika                                | 2:04.981                                 |
| 9                                        | Grzegorz Kotowicz                        | Polen                                    | 2:07.711                                 |